# Skifferapalis
Skifferapalis (Apalis sharpii) är en fågel i familjen cistikolor inom ordningen tättingar.

## Utseende och läte
Skifferapalis är en slank och enfärgad sotgrå apalis med röda ögon och vitspetsad stjärt. Honan har beigebrun strupe och ungfågeln gulaktig undersida. Sången är karakteristisk, ett behagligt rullande "chi-reet, chi-reet, chi-reet", ibland avgivet i duett.

## Utbredning och systematik
Fågeln förekommer i regnskog i Sierra Leone, Elfenbenskusten och Ghana. Den behandlas som monotypisk, det vill säga att den inte delas in i några underarter.

### Familjetillhörighet
Cistikolorna behandlades tidigare som en del av den stora familjen sångare (Sylviidae). Genetiska studier har dock visat att sångarna inte är varandras närmaste släktingar. Istället är de en del av en klad som även omfattar timalior, lärkor, bulbyler, stjärtmesar och svalor. Idag delas därför Sylviidae upp i ett antal familjer, däribland Cisticolidae.

## Levnadssätt
Skifferapalis hittas i högvuxen låglänt skog, galleriskog och torrskog. Där ses den i par i trädtaket.

## Status och hot
Arten har ett stort utbredningsområde, men tros minska i antal, dock inte tillräckligt kraftigt för att den ska betraktas som hotad. Internationella naturvårdsunionen IUCN listar arten som nära hotad (LC).

## Namn
Fågelns vetenskapliga artnamn hedrar Richard Bowdler Sharpe (1847-1909), brittisk ornitolog vid British Museum of Natural History 1872-1909.